# Cantó de Florange
El cantó de Florange és un cantó francès del departament del Mosel·la, situat al districte de Thionville-Oest. Té 2 municipis i el cap és Florange.

## Municipis
- Florange (Fléschéngen)
- Uckange (Ickéngen)

## Història
| Data d'elecció                           | Identitat         | Partit | Qualitat |
| ---------------------------------------- | ----------------- | ------ | -------- |
| 1964-1976                                | Léon Arnould      | RI     |          |
| 1976-1988                                | Jean Frentzel     | PS     |          |
| 1988-2008                                | Michel Paradeis   | PS     |          |
| 2008-                                    | Philippe Tarillon | PS     |          |
| les dades anteriors no són pas conegudes |                   |        |          |
|                                          |                   |        |          |

## Demografia
| A partir de 1990 : Població sense dobles comptes |